# Polet Airlines
CJSC «Polet Airlines» (rusă ЗАО «Авиакомпания „Полёт“», ZAO «Aviakompániya "Polyót"») a fost o companie aeriană cu sediul în Voronej, Rusia. A operat servicii de charter de marfă și pasageri la nivel mondial din Voronej, precum și servicii regionale de pasageri și marfă din Sokol. A fost una dintre cele două companii aeriene care au zburat cu Antonov An-124 Ruslan, cel mai mare avion de marfă din punctul de vedere al greutății brute din lume, specializat în transportul de marfă supradimensionat. Prăbușirea sa, din cauza plăților de leasing pentru aceste avioane masive, a lăsat doar parteneriatul comun dintre Volga-Dnepr Airlines și Antonov Airlines pe această piață. Baza sa principală a fost Aeroportul Certovițkoie, Voronej. Polet este cuvântul rusesc pentru zbor.

## Istorie
Compania aeriană a fost înființată și a început să funcționeze în 1988. În 2002, Polet a început să deservească piețele agricole, aeromedicale și ale fotografiei aeriene. Compania aeriană era deținută în totalitate de Anatoli S Karpov (șef executiv și director general) și deținea o participație de 19,5% în compania Voronejavia.
În decembrie 2013, transportatorul a anunțat că evaluează achiziția a cinci avioane de dimensiuni medii pentru operațiuni charter din Voronej.
Polet a fost dată în judecată de Alexander Lebedev, care a susținut că deține 8 milioane dolari în plăți de leasing pentru aeronava An-124.   
Polet a suspendat atât operațiunile de pasageri, cât și operațiunile de marfă pe 24 noiembrie 2014, iar apoi o Curte de Arbitraj de la Moscova a plasat transportatorul în administrare pe 28 noiembrie.  Rosaviația (Agenția de Transport Aerian Federal a Rusiei) a anulat certificatul de operator aerian al companiei în aprilie 2015 .

## Destinații

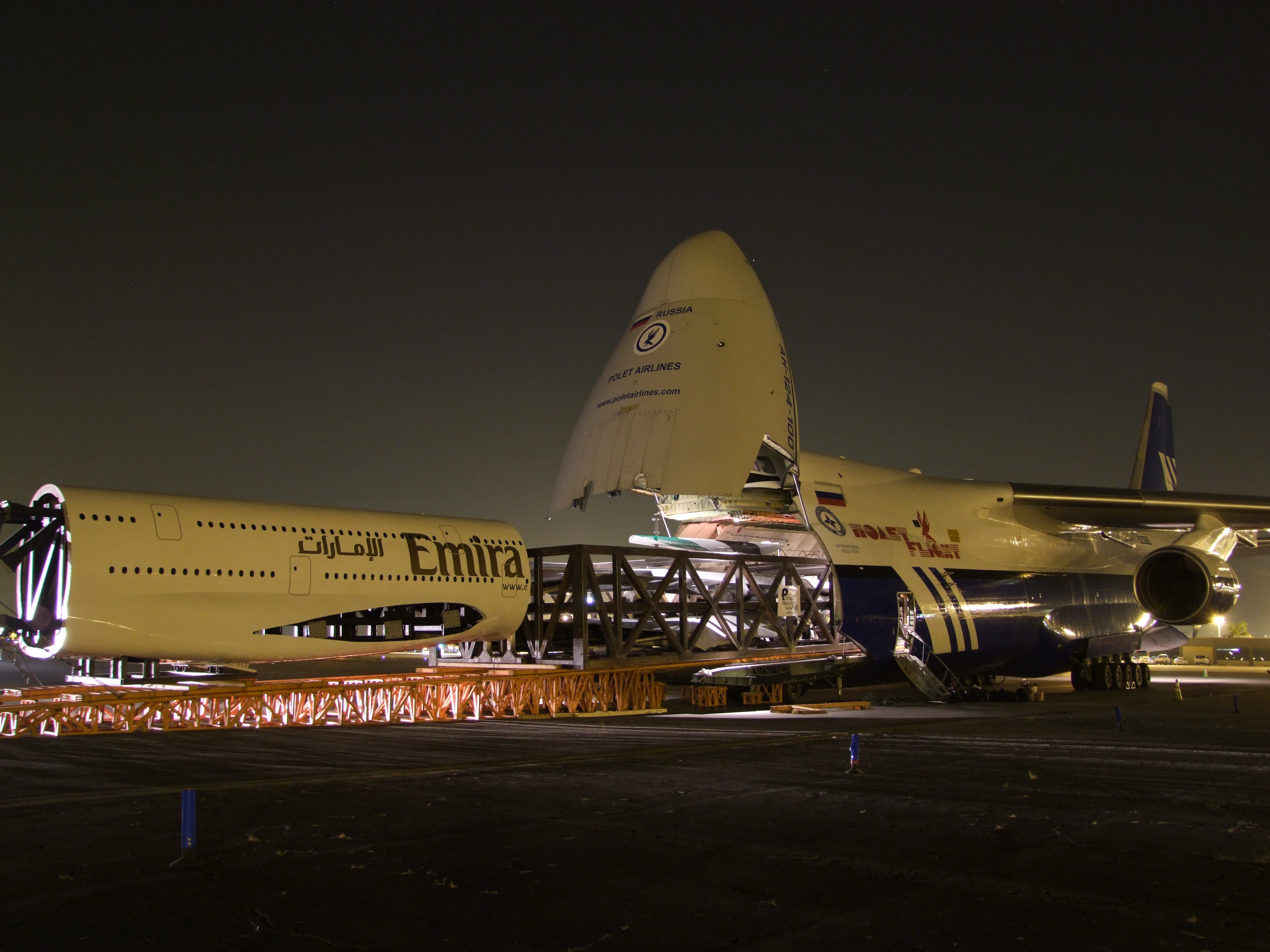
O parte dintr-o machetă Airbus A380 al Emirates care este încărcată pe un Antonov An-124.

În octombrie 2013, Polet Airlines opera zboruri regulate de pasageri către următoarele destinații:

### Europa
- Cehia
  - Praga – Aeroportul Václav Havel din Praga
- Franța
  - Châlons-en-Champagne - Aeroportul Châlons Vatry
- Germania
  - München – Aeroportul München
- Grecia
  - Heraklion – Aeroportul Internațional din Heraklion (sezonier, doar în anumite perioade ale anului)
  - Rodos – Aeroportul Internațional din Rodos (sezonier, doar în anumite perioade ale anului)
- Letonia
  - Riga - Aeroportul Internațional din Riga
- Lituania
  - Vilnius - Aeroportul Internațional din Vilnius
- Rusia
  - Anapa – Aeroportul din Anapa
  - Belgorod – Aeroportul Internațional din Belgorod
  - Lipețk – Aeroportul din Lipețk
  - Moscova – Aeroportul Internațional din Domodedovo
  - Sankt Petersburg – Aeroportul din Pulkovo
  - Simferopol – Aeroportul Internațional din Simferopol
  - Soci – Aeroportul Internațional din Soci
  - Ulianovsk – Aeroportul Ulianovsk Vostocini
  - Voronej – Aeroportul Internațional din Voronej (centrul)

### Asia de Vest
- Armenia
  - Erevan – Aeroportul Internațional Zvartnoț
- Turcia
  - Antalya – Aeroportul Internațional Antalya (Charter)
- United Arab Emirates
  - Dubai – Aeroportul Internațional Dubai (Charter) (doar marfă)

## Flota

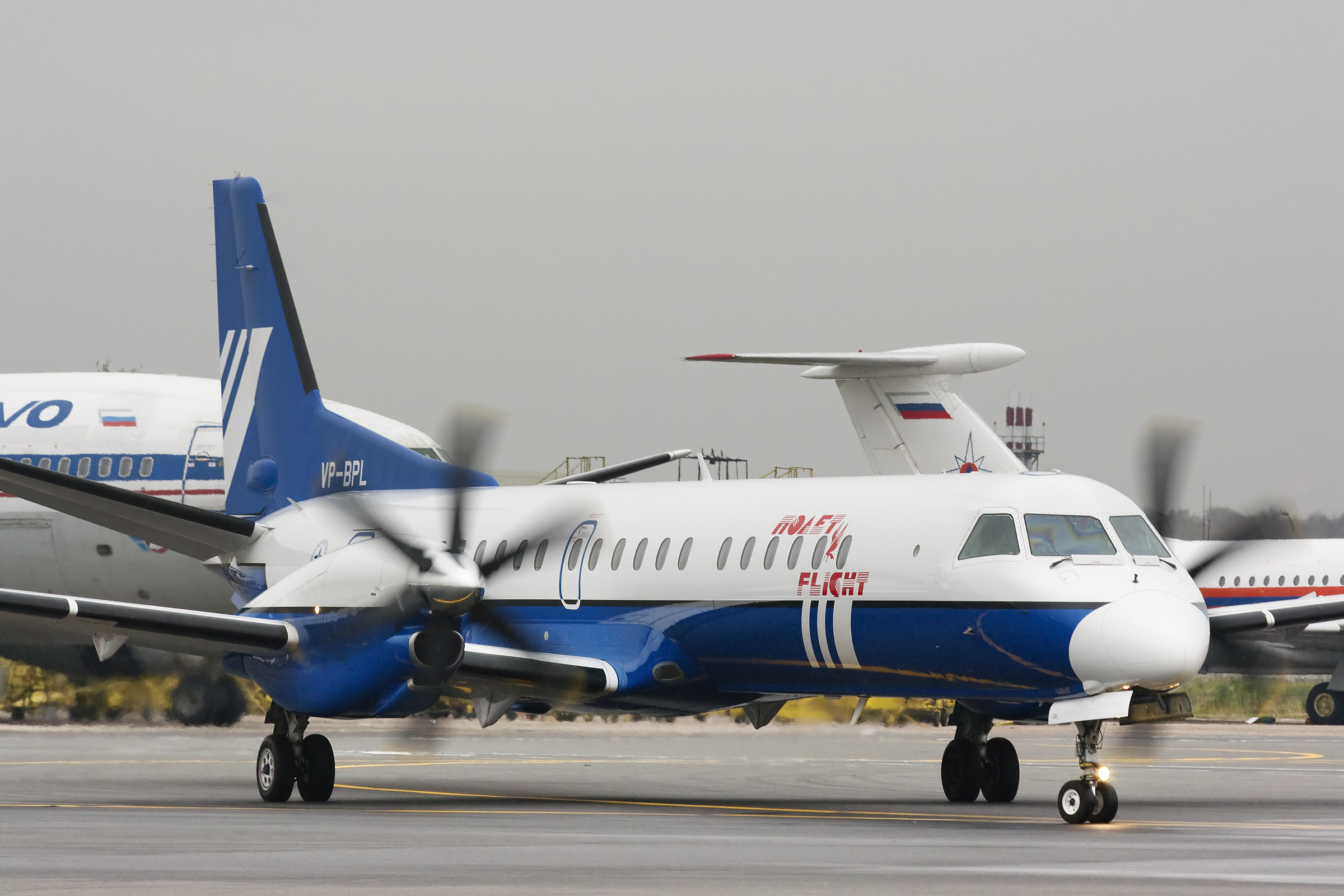
Polet Airlines Saab 2000 pe Aeroportul Internațional Domodedovo

Flota Polet Airlines includea următoarele aeronave (în decembrie 2013):   
| Antonov An-30A     | 2  | —  | Cartografiere | Cartografiere | Cartografiere | 35.7       |                    |  |  |  |
| Antonov An-124-100 | 4  | 5  | Marfă         | Marfă         | Marfă         | 16         |                    |  |  |  |
| Antonov An-148     | 2  | 8  | TBA           | TBA           | TBA           | TBA        |                    |  |  |  |
| BAe 125-800        | 5  | —  | 8             | —             | 8             | Necunoscut |                    |  |  |  |
| Iliușin Il-76TD    | 1  | —  | Marfă         | Marfă         | Marfă         | Necunoscut | Vândut la Zet Avia |  |  |  |
| Iliușin Il-96T     | 3  | —  | Marfă         | Marfă         | Marfă         | 1.9        | În depozitare      |  |  |  |
| Saab 340B          | 5  | 20 | —             | 34            | 34            | 19.6       |                    |  |  |  |
| Saab 2000          | 5  | 2  | 8             | 42            | 50            | 12.7       |                    |  |  |  |
| Tupolev Tu-134A    | 1  | —  | TBA           | TBA           | TBA           | 31         |                    |  |  |  |
| Total              | 18 | 24 |               |               |               |            |                    |  |  |  |